# 金沙井太平天国建筑
金沙井太平天国建筑位于中国江苏省南京市秦淮区金沙井34号和36号，为太平天国时期所建官衙建筑遗迹，现存头门、大厅、二堂和后楼共五进建筑。该处原为清代学者汪士铎的祖宅，旧屋毁后，太平天国利用其宅基建造干王府及其六部官衙。太平天国失败后一度作为江宁府城隍庙（同治三年至十三年，现存有这一时期的三通石刻告示碑），后城隍庙迁至府西街新址，建筑前两进被改建为向荣、张国梁二公祠（民国时期曾作国立中央图书馆筹备处），后三进则作为慈善机构崇善堂，用以收养和周济丧失劳动力的寡妇。现状已修缮一新，并作为电视大学秦淮区管理站和中共秦淮区委党校。